# Csernely
Csernely község Borsod-Abaúj-Zemplén vármegyében, az Ózdi járásban.

## Fekvése
Az Upponyi-hegységtől délnyugatra, a Csernely-patak völgyében, tagolt medencedombsági területen helyezkedik el, a megyeszékhely Miskolctól 60 kilométerre nyugatra, Ózdtól 11 kilométerre délkeletre. Környezetében az erdők aránya jelentős.
A környező települések: északkelet felől Csokvaomány, kelet felől Lénárddaróc (3 km), dél felől Bükkmogyorósdtól (2 km), délnyugat felől Balaton és Járdánháza, nyugat felől Arló, északnyugat felől pedig Somsály (Ózd része) és Farkaslyuk. A legközelebbi város Ózd.

### Megközelítése
Csak közúton közelíthető meg, Farkaslyuk vagy Szilvásvárad érintésével az Ózdról Eger felé vezető 2508-as, Lénárddarócon keresztül pedig a 2518-as úton. 

## Története
1236-ban említik először oklevélben. Neve vagy a csermely szóból, vagy a szláv černa, azaz fekete szóból származik. 1552-ben az egri káptalan feljegyzéseiben is említés történt róla. A község zárt fekvésének köszönhetően a török nem sok kárt tett benne. A 16. századtól kezdve lakói bortermeléssel foglalkoztak.

## Közélete

### Polgármesterei
- 1990–1994: Kaló Zoltán Pál (független)[4]
- 1994–1998: Kaló Zoltán Pál (független)[5]
- 1998–2002: Kaló Zoltán Pál (független)[6]
- 2002–2006: Kaló Zoltán Pál (független)[7]
- 2006–2010: Kaló Zoltán Pál (független)[8]
- 2010–2014: Vincze Tamás László (független)[9]
- 2014–2019: Borsodi László (Fidesz-KDNP)[10]
- 2019–2024: Borsodi László (független)[11]
- 2024– : Borsodi László (független)[1]

## Népesség
A település népességének változása:
| Lakosok száma | 811  | 773  | 754  | 701  | 712  | 719  | 699  |
|               | 2013 | 2014 | 2015 | 2021 | 2022 | 2023 | 2024 |

2001-ben a település lakosságának 90%-a magyar, 10%-a cigány nemzetiségűnek vallotta magát.
A 2011-es népszámlálás során a lakosok 97,2%-a magyarnak, 23,1% cigánynak, 0,5% németnek mondta magát (2,8% nem nyilatkozott; a kettős identitások miatt a végösszeg több lehet 100%-nál). A vallási megoszlás a következő volt: római katolikus 66,4%, református 6,6%, evangélikus 0,8%, felekezeten kívüli 16,4% (8,1% nem válaszolt).
2022-ben a lakosság 81,6%-a vallotta magát magyarnak, 0,6% cigánynak, 0,4% románnak, 0,3% ukránnak, 0,1% görögnek, 0,1% bolgárnak, 1,8% egyéb, nem hazai nemzetiségűnek (18,1% nem nyilatkozott; a kettős identitások miatt a végösszeg nagyobb lehet 100%-nál). Vallásuk szerint 29,1% volt római katolikus, 4,4% református, 0,4% görög katolikus, 1,3% egyéb keresztény, 0,6% evangélikus, 0,1% ortodox, 13,9% felekezeten kívüli (49,9% nem válaszolt).

## Nevezetességei
- Sturman kastély: 1780–1790 között épült.
- Római katolikus templom: copf stílusban épült, belső berendezése rokokó; jelenlegi formáját az épület 1783-ban nyerte el. Oltárképe Szent Lőrinc vértanúságát ábrázolja.
- Derelyés Ház[15]
- Tulipán- és Derelyefesztivál[16]

## Itt születtek
- Kalmár Jenő, született Herman Jenő (1873. december 28. – Pozsony, 1937. október 21.) magyar Afrika-kutató, néprajzi gyűjtő.